# Урал-Дача
Ура́л-Да́ча — посёлок в Миасском городском округе Челябинской области.

## География и топонимика
Через посёлок протекает река Сержанка. Расстояние до Миасса 28 км.
Словом дача называли в старину лесное угодье, лесной массив, делянку. Посёлок расположен у восточного склона хребта Урал-Тау, этим и объясняется первая часть топонима.

## Население
| 2002 | 2010 |
| ---- | ---- |
| 43   | ↗54  |

По данным Всероссийской переписи, в 2010 году численность населения посёлка составляла 54 человека (27 мужчин и 27 женщин).

## Улицы
Уличная сеть посёлка состоит из 7 улиц.